# ケイシイシイ
株式会社ケイシイシイ（英: KCC Co.,Ltd.）は、北海道千歳市に本社のある製菓メーカー・企業。寿スピリッツの子会社。

## 沿革
鳥取県で菓子製造を営む寿製菓（現在の寿スピリッツ）が北海道進出の際に千歳市にあったチョコレート工場を買い取ったことに始まり、その後小樽市に拠点を置いて店舗展開している。
- 1996年（平成08年）：千歳市に株式会社コトブキチョコレートカンパニー設立[4]。
- 1998年（平成10年）：小樽市に洋菓子の専門店「小樽洋菓子舗ルタオ」（LeTAO）オープン[4]。
- 2003年（平成15年）：大丸札幌店に「LeTAOジャルダン」（現在の「ルタオ大丸札幌店」）オープン。
- 2005年（平成17年）：第2工場開設[5]。
- 2006年（平成18年）：小樽市に「ルタオ ル ショコラ」オープン。
- 2007年（平成19年）：千歳市に「ドレモ ルタオ」オープン[6]。
- 2008年（平成20年）：小樽市に「ルタオ プラス」、チーズケーキ専門店「ルタオ チーズケーキ ラボ」（2018年に「フロマージュデニッシュ デニルタオ」となる）オープン。
- 2009年（平成21年）：小樽駅前に「エキモ ルタオ」オープン。第2工場敷地内に新社屋建設。
- 2011年（平成23年）：小樽市に「ルタオ パトス」オープン。新千歳空港に直営店オープン。
- 2013年（平成25年）：東京・表参道に新ブランド「グラッシェル」（GLACIEL）店舗オープン[7]。初の海外事業として台湾に「北海道 Style Café KONAYUKI」（現在の「ルタオ中山店）オープン。
- 2015年（平成27年）：初の海外店舗が韓国にオープン。
- 2016年（平成28年）：札幌ステラプレイスにグラッシェル店舗オープン[8]。新千歳空港にチョコレート専門店「ヌーベルバーグ ルタオ ショコラティエ」オープン[9]。
- 2018年（平成30年）：大阪・阪急うめだ本店にルタオのチーズクリームサンド専門店「フワトロワ」（Fuwa-Trois）オープン[10]。

## ブランド
ルタオ
グラッシェル
- 「グラッシェル」（GLACIEL）とはフランス語によるアイス職人「グラシエ」とアイスの「グラス」、空の「シエル」から生まれた造語であり[11]、日本国内では珍しいアントルメグラッセ（アイスケーキ）と生グラス（生アイス）の専門店になっている[11][12]。

## 事業所
- 第1工場[13] - 千歳市泉沢1007-90
- 本社・第2工場[13] - 千歳市泉沢1007-111
- 小樽洋菓子舗ルタオ[13] - 小樽市堺町7-16
- ドレモルタオ[13] - 千歳市朝日町6丁目1-1
- パトス[13] - 小樽市堺町5-22

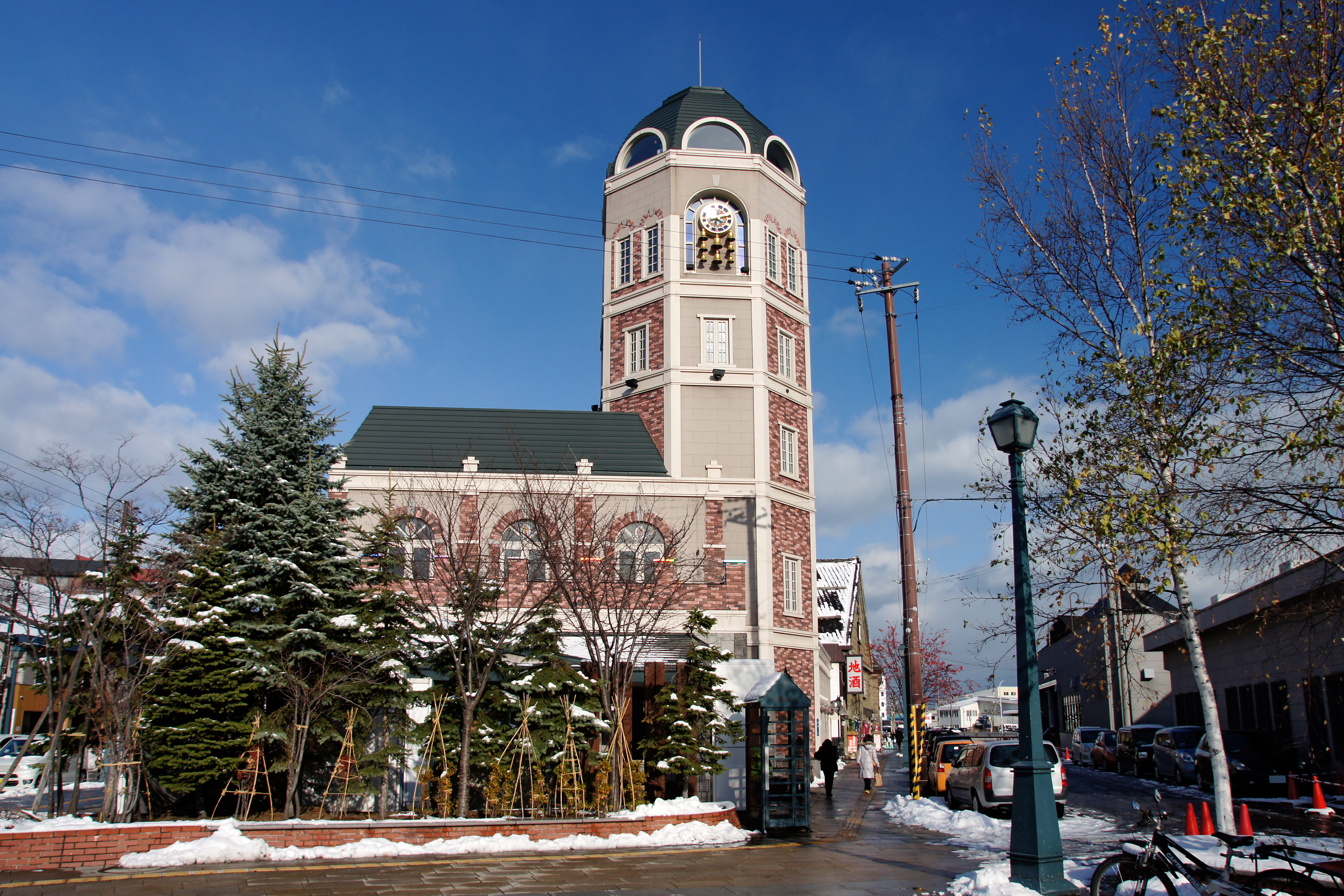
小樽洋菓子舗ルタオ本店（2011年11月）

## 参考資料
- 2018年3月期 有価証券報告書 (Report). 寿スピリッツ. 2018. 2018年8月12日閲覧。